# Arystobul z Chalkis
Arystobul III, Arystobul Młodszy (zm. najwcześniej w 92) – bratanek Heroda Agryppy I, król Armenii Mniejszej od 54 do 71, później Chalkis do 93 roku.
Był synem Heroda z Chalkis i jego pierwszej żony Mariamme V. Został wspomniany w liście cesarza rzymskiego Klaudiusza z 28 czerwca 45 roku, w którym władca przywrócił Żydom prawo do przechowywania świętych szat arcykapłana.
Po śmierci ojca w 48 roku ze względu na młody wiek nie mógł objąć pozostawionego przez niego królestwa. W 49 roku Chalkis otrzymał Herod Agryppa II, brat stryjeczny Arystobula. On sam pozostał w Rzymie. Przypuszczalnie w 53 roku poślubił swoją kuzynkę – Salome III, wdowę po Filipie, tetrarsze Batanei, Gaulanitydy, Trachonu i Paneas. Pojawiła się hipoteza, że żoną Arystobula była nie Salome III, lecz bliżej nieznana córka Heroda Antypasa, tetrarchy Galilei i Perei; nie spotkała się ona z uznaniem w literaturze przedmiotu.
W 54 roku został mianowany przez nowego cesarza Nerona królem Armenii Mniejszej.
Z małżeństwa z Salome III miał trzech synów: Heroda VII, Agryppę IV i Arystobula IV.
Nieco monet z przedstawieniem jego i jego żony zostało odnalezionych.